# Mikael Uhre
Mikael Uhre (Skovlund, 1994. szeptember 30. –) dán válogatott labdarúgó, az amerikai Philadelphia Union csatára.

## Pályafutása

### Klubcsapatokban
Uhre a dániai Skovlund községben született. Az ifjúsági pályafutását a SønderjyskE akadémiájánál kezdte.
2013-ban mutatkozott be a SønderjyskE első osztályban szereplő felnőtt keretében. A 2014–15-ös szezon első felében a Skive csapatát erősítette kölcsönben. 2015-ben a Skive szerződtette. 2016-ban visszatért a SønderjyskE-hez. 2018-ban a Brøndbyhez igazolt. 2022. január 27-én hároméves szerződést kötött az észak-amerikai első osztályban érdekelt Philadelphia Union együttesével. Először a 2022. március 5-ei, Montréal ellen 2–1-re megnyert mérkőzés 68. percében, Sérgio Santos cseréjeként lépett pályára. Első gólját 2022. május 1-jén, a Nashville ellen idegenben 1–1-es döntetlennel zárult találkozón szerezte meg.

### A válogatottban
Uhre az U21-es korosztályú válogatottban is képviselte Dániát.
2021-ben debütált a felnőtt válogatottban. Először 2021. november 15-én, Skócia ellen 2–0-ra elvesztett VB-selejtező 72. percében, Andreas Corneliust váltva lépett pályára.

## Statisztikák
2024. augusztus 14. szerint
| Klub               | Szezon   | Osztály          | Bajnokság | Bajnokság | Kupa  | Kupa | Nemzetközi | Nemzetközi | Összesen | Összesen |
| Klub               | Szezon   | Osztály          | Meccs     | Gól       | Meccs | Gól  | Meccs      | Gól        | Meccs    | Gól      |
| ------------------ | -------- | ---------------- | --------- | --------- | ----- | ---- | ---------- | ---------- | -------- | -------- |
| Brøndby            | 2018–19  | Danish Superliga | 28        | 6         | 4     | 2    | 3          | 0          | 35       | 8        |
| Brøndby            | 2019–20  | Danish Superliga | 25        | 6         | 2     | 0    | 3          | 0          | 30       | 6        |
| Brøndby            | 2020–21  | Danish Superliga | 32        | 19        | 1     | 1    | —          | —          | 33       | 20       |
| Brøndby            | 2021–22  | Danish Superliga | 16        | 11        | 3     | 1    | 7          | 2          | 26       | 14       |
| Philadelphia Union | 2022     | MLS              | 30        | 13        | 0     | 0    | —          | —          | 30       | 13       |
| Philadelphia Union | 2023     | MLS              | 36        | 10        | 1     | 0    | 12         | 1          | 49       | 11       |
| Philadelphia Union | 2024     | MLS              | 21        | 6         | 0     | 0    | 8          | 2          | 29       | 8        |
| Összesen           | Összesen | Összesen         | 188       | 71        | 11    | 4    | 33         | 5          | 232      | 80       |

### A válogatottban
| Válogatott | Év       | Pályára lépés | Gól |
| ---------- | -------- | ------------- | --- |
| Dánia      | 2021     | 1             | 0   |
| Összesen   | Összesen | 1             | 0   |

## Sikerei, díjai
Brøndby
- Danish Superliga
  - Bajnok (1): 2020–21

- Dán Kupa
  - Döntős (1): 2018–19

Philadelphia Union
- MLS
  - Döntős (1): 2022

Egyéni
- A dán első osztály gólkirálya: 2020–21
- Danish Superliga – A Hónap Játékosa: 2020 december, 2021 március
- Danish Superliga – Aranycipő: 2020–21
- Danish Superliga – A Szezon Játékosa: 2020–21